# Александер фон Ортенбург
Александер фон Ортенбург (на немски: Alexander von Ortenburg) е граф от Ортенбург.

## Биография
Роден е през 1501 година. Той е най-големият син на управляващия имперски граф (от 1519 г.) Улрих II фон Ортенбург († 7 март 1524) и първата му съпруга Вероника фон Айхберг († 1511), наследничката на дворец Зьолденау, дъщеря на фрайхер Ханс фон Айхберг-Лабервайнтинг-Зьолденау-Райхсдорф († пр. 15 декември 1511) и съпругата му Зигуна Крайгер фон Крайгк (* ок. 1450; † пр. 22 ноември 1484). Брат е на Карл I (* октомври 1502; † 15 ноември 1552 в Зьолденау) и Мориц († 6 юли 1551 в Мюнхен), съветник на херцог Вилхелм IV.
Баща му се жени втори път 1518 г. за Барбара фон Щархемберг (1470 – 1519), вдовица на фрайхер Йохан/Ханс фон Айхберг († 1511). След смъртта на баща им през 1524 г. братята поделят неговите собствености. Управляващ имперски граф на Ортенбург става чичо им Христоф I (1480 – 1551).
Александер е домхер към Аугсбург до 1525 г. Той се жени през 1528 г. за фрайин Регина Бианка фон Волкенщайн-Тростбург († 1539), дъщеря на фрайхер Михаел фон Волкенщайн, рицар на ордена на Златното руно († 16 март 1523), и Барбара фон Турн († 15 август 1509).
Умира на 12 май 1548 година в дворец Зьолденау, днес в Ортенбург.

## Фамилия
Александер фон Ортенбург и Регина Бианка фрайин фон Волкенщайн-Тростбург († 1539) имат децата:
- Йохан III фон Ортенбург (* 1529; † 22 февруари 1568), женен за фрайин Еуфемия фон Шпаур
- Паула фон Ортенбург (* 1530; † 16 септември 1560), омъжена за Паул Якоб фон Щархемберг (* 1527; † 6 март 1560)
- Хайнрих VII (IX) фон Ортенбург (* 1531; † 1531)
- Улрих III фон Ортенбург (* 1532; † 14 юли 1586), женен I. ок. 1558 г. за Катарина фон Дегенберг († 4 октомври 1570), II. 1571 г. за Катарина фон Валдбург (* 6 юни 1545; † 12 ноември 1590)